# 李璞 (北魏)
李璞（426年—476年），字季真，范陽郡人，北魏時代官員。
北魏李崇之子，歷任中書博士、中書侍郎、漁陽王尉眷之傅。後來擔任左将軍、長安副将。受爵位宜陽侯，轉任太常卿。476年（承明元年），李璞去世。享年51歲。追贈安西将軍、雍州刺史，諡號穆。

## 子女
- 李暉（中書議郎）
- 李固（太学博士・高密郡太守）
- 李欽（州主簿）
- 李蘊（? - 514年、字宗令，中書学生、秘書中散、侍御中散，燕郡范陽二郡太守，員外散騎常侍、尚書右丞、中堅将軍，尚書左丞）

## 傳記資料
- 《魏書》卷46 列傳第34
- 《北史》卷27 列傳第15